# Bulldok
Bulldok (tiếng Hàn: 불독) là nhóm nhạc thần tượng Hàn Quốc trực thuộc Kconic Entertainment ban đầu gồm 5 thành viên: Sora, Genie, Kimi, Say và Hyungeun với ca khúc Why Not trên sân khấu M Countdown.
Tên fanclub chính thức là Hotdok

## Lịch sử hoạt động

### Trước khi ra mắt
Thành viên Kimi từng là một thành viên của nhóm Scarlet.
Bốn thành viên của nhóm là Genie, Kimi, Say và HyungEun đại diện cho KCONIC Entertainment tham gia chương trình thực tế sống còn Produce 101. Genie, Kimi và Say bị loại ở tập 8, còn HyungEun thì bị loại ở tập 10.

### 2016-nay: Ra mắt cùngWhy Not
KCONIC Entertainment thông báo sẽ cho ra mắt nhóm nhạc mới và các thành viên bao gồm tất cả các thực tập sinh đã tham gia Produce 101 và một thực tập sinh khác không cạnh tranh trong Produce 101 là Sora
Nhóm ra mắt vào ngày 20 tháng 8 năm 2016 với bài hát Why Not đồng thời ra mắt trên M Countdown.

### 20/4/2017
Hyung Eun rời khỏi nhóm với lí do sức khoẻ, Bulldok sẽ tiếp tục quảng bá với 4 thành viên.

### 2018: Tan rã
Đầu năm 2018,công ty quản lí thông báo nhóm tan rã sau gần 1 năm rưỡi hoạt động.